# Timo Rautiainen & Trio Niskalaukaus
Timo Rautiainen & Trio Niskalaukaus – fiński zespół wykonujący heavy metal, założony w 1997 roku. Zespół wydał sześć albumów studyjnych oraz szereg pomniejszych wydawnictw, ciesząc się największą popularnością w rodzimej Finlandii. Sprzedali ponad 150 tys. płyt. Jest to pierwszy zespół fiński, który wydał album niemieckojęzyczny. W 2006 roku grupa została rozwiązana. W 2017 zespół wznowił działalność.

## Wybrana dyskografia
Albumy studyjne
| Lopunajan merkit                        | - Data: 1999 - Wydawca: Ranka Recordings           | 50 |                 |                        |
| Itku pitkästä ilosta                    | - Data: 2000 - Wydawca: Ranka Recordings           | 22 | - FIN: 20 tys.+ | - FIN: złota płyta     |
| In frostigen Tälern                     | - Data: 2001 - Wydawca: Spinefarm Records          | –  |                 |                        |
| Rajaportti                              | - Data: 2002 - Wydawca: Ranka Recordings           | 1  | - FIN: 54 tys.+ | - FIN: platynowa płyta |
| Kylmä tila                              | - Data: 18 marca 2004 - Wydawca: King Foo Records  | 1  | - FIN: 26 tys.+ | - FIN: złota płyta     |
| Hartes Land                             | - Data: 27 września 2004 - Wydawca: Cyclone Empire | –  |                 |                        |
| „–” oznacza, że album nie był notowany. |                                                    |    |                 |                        |

Albumy wideo
| Timo Rautiainen & Trio Niskalaukaus     | - Data: 28 lipca 2003 - Wydawca: Ranka Recordings     | – | - FIN: 6,0 tys.+ | - FIN: złota płyta |
| Perunkirjoitus                          | - Data: 26 listopada 2008 - Wydawca: King Foo Records | 1 |                  |                    |
| „–” oznacza, że album nie był notowany. |                                                       |   |                  |                    |

## Nagrody i wyróżnienia
| Rok  | Kategoria       | Tytułem                             | Nagroda    | Nota | Źródło |
| ---- | --------------- | ----------------------------------- | ---------- | ---- | ------ |
| 2002 | Pop/rock-albumi | Rajaportti                          | Emma-gaala | Laur | [ 9 ]  |
| 2002 | Vuoden albumi   | Rajaportti                          | Emma-gaala | Laur | [ 9 ]  |
| 2002 | Vuoden biisi    | „Surupuku”                          | Emma-gaala | Laur | [ 9 ]  |
| 2002 | Vuoden yhtye    | Timo Rautiainen & Trio Niskalaukaus | Emma-gaala | Laur | [ 9 ]  |